# Samodzielna Dońska Brygada Kozacka
Samodzielna Dońska Brygada Kozacka (ros. Отдельная Донская казачья бригада) – kozacka jednostka wojskowa w służbie polskiej podczas wojny polsko-bolszewickiej 1920 r.
Brygada rekrutowała się spośród Kozaków z bolszewickiej 4 Dywizji Konnej 1 Armii Konnej, którzy pod koniec maja 1920 r. w rejonie Białej Cerkwi na czele z esaułem Aleksandrem I. Salnikowem zdezerterowali i przedostali się na stronę Polaków. Esauł A. I. Salnikow zgłosił Naczelnemu Dowództwu Armii Polskiej gotowość walki z bolszewikami o „Wolny Don”. W odpowiedzi na pocz. czerwca tego roku została sformowana Samodzielna Dońska Brygada Kozacka. Liczyła ona ok. 800-900 żołnierzy. Składała się z Pułku Dońskiego starsziny wojskowego D. A. Popowa i baterii artylerii esauła I. I. Goworuchina. Dowództwo Brygady objął esauł A. I. Salnikow, zaś szefem sztabu został sotnik I. I. Protopopow. Otrzymała ona zadanie obrony linii kolejowej do Malina. Po przerwaniu frontu przez 1 Armię Konną Kozacy zabezpieczali odwrót wojsk polskich, ponosząc duże straty. W tej sytuacji skierowano ją do Równego w celu reorganizacji i uzupełnienia strat. Miała wtedy jedynie ok. 500 żołnierzy. Wobec rozwijania się bolszewickiej ofensywy powróciła na front w rejon Sarn, skąd koleją przerzucono ją do Brześcia Litewskiego. Ostatecznie na pocz. lipca trafiła do Hrubieszowa, przechodząc kolejną reorganizację. Brygadą zainteresowało się wówczas dowództwo Armii Ukraińskiej Republiki Ludowej. Prośba ministra wojny Ukraińskiej Republiki Ludowej płk. Wołodymyra Salskiego o włączenie Kozaków do wojsk ukraińskich została poparta przez Naczelne Dowództwo WP. Brygada otrzymała rozkaz przeniesienia do Płoskirowa, ale esauł A. I. Salnikow zaprotestował przeciwko tej decyzji. W rezultacie Kozacy pozostali w Hrubieszowie, otrzymując uzupełnienie w postaci ok. 350 ludzi spośród jeńców wojennych z wojsk bolszewickich. W poł. sierpnia Brygadę podporządkowano 3 Armii gen. Władysława Sikorskiego. We wrześniu weszła w skład grupy operacyjnej gen. Franciszka Krajowskiego. Do końca września straciła zaledwie 2 zabitych i 18 rannych. Brygada była rozmieszczona w Chełmie. W tym czasie esauł A. I. Salnikow postanowiło dołączyć do swojej Brygady Doński Pułk Kozacki płk. Duchopielnikowa, który 18 sierpnia w rejonie Międzyrzecza przeszedł na stronę Polaków. Jednakże Naczelne Dowództwo WP zdecydowało przyłączyć Pułk do wojsk gen. Stanisława Bułak-Bałachowicza. Natomiast Brygada podjęła współpracę z formowaną 3 Armią Rosyjską. Wraz z oddziałami rosyjskimi ześrodkowano ją na północ od Szepetowki. Po zawarciu rozejmu polsko-bolszewickiego w październiku, Brygada wzięła udział w nieudanej wyprawie wojennej wojsk ukraińskich na Bracław. Po powrocie na terytorium Polski została internowana w obozie w Ostrowiu Łomżyńskim.

## Struktura i obsada personalna
Dowództwo
dowódca brygady – esauł A. I. Salnikow
szef sztabu brygady – sotnik I. I. Protopopow
- pułk doński – starszyna D. A. Popow
- bateria artylerii – esauł I. I. Goworuchin